# Razsežnostna analiza
Razsežnostna analiza (tudi dimenzijska analiza) je orodje s katerim se v fiziki, kemiji, tehniki in delno v ekonomiji pomaga razumeti značilnosti in obliko fizikalnih količin. S pomočjo razsežnostne analize se število spremenljivk zmanjša na manjše število parametrov, ki nastopajo v enačbi, in s tem se poenostavi problem.
Velikost vsake fizikalne količine se lahko opiše kot kombinacija osnovnih merskih enot, ki določajo dolžino, maso, čas, električni naboj in temperaturo, ki se imenujejo razsežnosti (prava razsežnost pripada samo dolžini - prostoru in času). Razsežnosti osnovnih merskih enot se označujejo z M, L, T, Q in Θ. Tako se npr. za hitrost, ki se jo lahko meri v metrih na sekundo ali kilometrih na uro, napiše, da ima hitrost razsežnost L/T ali LT -1. Podobno se lahko razsežnost sile napiše kot ML/T 2. 
Običajno je pojem razsežnosti mnogo težje razumljiv, kot pojem merske enote. Masa je razsežnost, kilogram pa je merska enota z razsežnostjo mase (oznaka M).

## Osnovne razsežnosti v fizikalnih količinah
V fizikalnih količinah se uporabljajo naslednje osnovne razsežnosti:
| količina         | oznaka razsežnosti        |
| ---------------- | ------------------------- |
| dolžina          | {\displaystyle L\,}       |
| masa             | {\displaystyle M\,}       |
| čas              | {\displaystyle T\,}       |
| električni naboj | {\displaystyle Q\,}       |
| temperatura      | {\displaystyle \Theta \,} |
| množina snovi    | {\displaystyle mol\,}     |
| svetilnost       | {\displaystyle cd\,}      |

## Nekatere fizikalne količine iz mehanike in njihove razsežnosti
| fizikalna količina     | oznaka                                                        | enota             | izraz za razsežnost                       |
| ---------------------- | ------------------------------------------------------------- | ----------------- | ----------------------------------------- |
| masa                   | {\displaystyle m\,}                                           | kg                | {\displaystyle M}                         |
| dolžina                | {\displaystyle l\,}, {\displaystyle b\,}, {\displaystyle h\,} | m                 | {\displaystyle L}                         |
| čas                    | {\displaystyle t\,}                                           | s                 | {\displaystyle T}                         |
| frekvenca              | {\displaystyle \nu \,}                                        | Hz ( =1/s)        | {\displaystyle T^{-1}}                    |
| kotna hitrost          | {\displaystyle \omega \,}                                     | 1/s               | {\displaystyle T^{-1}}                    |
| hitrost                | {\displaystyle v\,}                                           | m/s               | {\displaystyle L\cdot T^{-1}}             |
| pospešek               | {\displaystyle a\,}                                           | m/s²              | {\displaystyle L\cdot T^{-2}}             |
| gibalna količina       | {\displaystyle p\,}                                           | m · kg/s          | {\displaystyle M\cdot L\cdot T^{-1}}      |
| gostota                | {\displaystyle \rho \,}                                       | kg/m³             | {\displaystyle M\cdot L^{-3}}             |
| sila                   | {\displaystyle F\,}                                           | N ( = kg · m/s²)  | {\displaystyle M\cdot L\cdot T^{-2}}      |
| specifična teža        | {\displaystyle \sigma \,}                                     | N/m³              | {\displaystyle M\cdot L^{-2}\cdot T^{-2}} |
| tlak, nateg            | {\displaystyle p\,}                                           | N/m²              | {\displaystyle M\cdot L^{-1}\cdot T^{-2}} |
| modul elastičnosti     | {\displaystyle E\,}                                           | N/m²              | {\displaystyle M\cdot L^{-1}\cdot T^{-2}} |
| energija               | {\displaystyle W\,}                                           | J ( = m² · kg/s²) | {\displaystyle M\cdot L^{2}\cdot T^{-2}}  |
| moč                    | {\displaystyle P\,}                                           | W ( = m² · kg/s³) | {\displaystyle M\cdot L^{2}\cdot T^{-3}}  |
| dinamična viskoznost   | {\displaystyle \eta \,}                                       | N · s/m²          | {\displaystyle M\cdot L^{-1}\cdot T^{-1}} |
| kinematična viskoznost | {\displaystyle \nu \,}                                        | m²/s              | {\displaystyle L^{2}\cdot T^{-1}}         |

## Izvedba razsežnostne analize
Razsežnostna analiza se izvaja na osnovi Buckinghamovega izreka π.
Analiza se izvaja v več korakih.
- 1. korak

Določitev odvisnih spremenljiv. Predpostavi se, da je neodvisna spremenljivka {\displaystyle N\,} odvisna od {\displaystyle n\,} spremenljivk, ki se jih označi s {\displaystyle q\,}.
{\displaystyle N=f(q_{1},\ldots ,q_{n})\,}.
Določi se tudi število razsežnosti, ki so potrebne za spremenljivko {\displaystyle N\,}. To število se označi z {\displaystyle m\,}. Za vsako spremenljivko se lahko določi tudi njeno razsežnost. Zgornji izraz se lahko napiše tudi kot:
{\displaystyle f(q_{1},\ldots ,q_{n})-N=0\,}
To se lahko v skladu s Buckinhamovim izrekom π zapiše kot:
{\displaystyle f(\pi _{1},\pi _{2},\ldots ,\pi _{n-m})\!\,,}
kjer so
- {\displaystyle \pi _{i}\,} brezrazsežne količine

To pomeni, da je:
{\displaystyle \pi _{1}=q_{1}^{m_{1}}q_{2}^{m_{2}}\ldots \,}
{\displaystyle \pi _{2}=q_{1}^{m_{1}}q_{2}^{m_{2}}\ldots \,}
….
kjer so {\displaystyle m_{1}\,}, {\displaystyle m_{2}\,} … racionalna števila.
Skupaj je {\displaystyle n-m\,} enačb.
- 2. korak

Na levi strani enačb so brezrazsežne količine (posamezni {\displaystyle \pi \,}). To pomeni, da imajo vse razsežnosti stopnjo potence ˙(eksponent) enako 0.
- 3. korak

Zamenjajo se vse količine, ki nastopajo v enačbah za {\displaystyle \pi \,} z njihovimi izrazi za razsežnosti (uporabijo se izrazi za razsežnosti iz tabele). Potence razsežnosti na levi in desni strani morajo biti enake. 
- 4. korak

Tako se dobi sistem enačb, ki ga je treba rešiti. Z rešitvijo enačb se v resnici dobijo vrednosti za {\displaystyle m_{1}\,}, {\displaystyle m_{2}\,} itd. Te vrednosti pa so potence posameznih razsežnosti in s tem tudi potence posameznih spremenljivk {\displaystyle q_{n}\,} v analiziranem izrazu za fizikalno količino.

## Zgled
Kot zgled naj se vzame nihalo brez trenja (matematično nihalo), ki niha od ravnotežne lege za manj kot 5°. Dolžina nihala je enaka {\displaystyle l\,}, masa nihala je enaka {\displaystyle m\,}, težni pospešek se označi z {\displaystyle g\,}
Za matematično nihalo velja:
{\displaystyle f(T,M,L,g)=0\!\,.}
V tem primeru je m = 4 (število spremenljivk – T, M, L in g) in n = 3 (število osnovnih fizikalnih količin – čas, masa in dolžina), torej je potreben (4 -3 = 1) 1 parameter, ki se ga označi s {\displaystyle \pi \,}, ki je enak:
{\displaystyle \Pi =l^{x_{1}}\cdot g^{x_{2}}\cdot m^{x_{3}}\cdot t^{x_{4}}\!\,.}
Vrednost za π je brez razsežnosti. Posamezne količine se zamenja z izrazi za razsežnost in se dobi:
{\displaystyle L^{x_{1}}\cdot (L/{T^{2}})^{x_{2}}\cdot M^{x_{3}}\cdot T^{x_{4}}\!\,.}
Iz tega se dobijo naslednje enačbe (za vsako razsežnost posebej mora biti eksponent enak nič)
za dolžino L: {\displaystyle x_{1}+x_{2}\;=\;0}
za maso M: {\displaystyle x_{3}\;=\;0}
za čas T: {\displaystyle -2\cdot x_{2}+x_{4}=0}
Za rešitve sistema enačb se dobi:
{\displaystyle x_{4}=1\,},
{\displaystyle x_{2}=1/2\,},
{\displaystyle x_{1}=-1/2\,},
{\displaystyle x_{3}=0\,}
To za {\displaystyle \pi \,} da vrednost:
{\displaystyle \Pi ={\sqrt {g/l}}\cdot m^{0}\cdot t={\sqrt {g/l}}\cdot t\!\,,}
oziroma:
{\displaystyle {\sqrt {g/l}}\cdot t=\mathrm {konst.} \!\,.}
Pravi izraz za nihajni čas matematičnega nihala pa je:
{\displaystyle t=2\cdot \pi \cdot {\sqrt {l/g}}\!\,.}